# Тейт, Джордж
Джордж Тейт (англ. George Tait; 13 ноября 1859 — 20 ноября 1882) — английский футболист, центральный нападающий. Выступал за футбольный клуб «Бирмингем Экселсиор», провёл 1 матч за национальную сборную Англии.

## Биография
Уроженец Бирмингема, Тейт выступал за клуб «Бирмингем Экселсиор». Был центральным нападающим.
26 февраля 1881 года провёл свой единственный матч за сборную Англии в матче против сборной Уэльса на стадионе «Александра Медоуз» в Блэкберне. В той игре Уэльс сенсационно обыграл Англию со счётом 1:0. В одном из газетных репортажей сказано: «Плохая погода… земля покрыта снегом и слякотью… обстоятельство, которое, по мнению англичан, помогло валлийцам одержать неожиданную победу».
В ноябре 1882 года в возрасте 23 лет умер от брюшного тифа.